# Foo?
『foo?』（フー?）は、ポルノグラフィティの2作目のオリジナルアルバム。2001年2月28日にSME Recordsよりリリースされた。

## 概要
前作『ロマンチスト・エゴイスト』から1年ぶりのリリース。2000年のヒットシングル3作「ミュージック・アワー」「サウダージ」「サボテン」など、全12曲が収録されている。
タイトルの「foo?」は、2作目のアルバムということで「一二三」の「ふぅ」から取ったもの。また、タイトル決定前に新藤の中にあった「何か堂々としたもの」というイメージから、「who?」と重ねて「『誰？』と聞かれたら『これがポルノグラフィティです』と言えるように」という意味も込められている。なお、岡野の母は「忙しい中やり切って、ふぅーって満足のいくため息が出たってことじゃろ」と意味を勘違いしていたというエピソードがある。
ジャケット写真に使用されているピンクのタイルには、肩から白いタオルを掛けたTamaの姿が映っている。
前作『ロマンチスト・エゴイスト』はインディーズ時代の曲が多く、レコーディング期間も長かったため、どうしても"時間がかかった作品"であった。本作は制作時間が短くなったが、Tama曰く「クオリティが下がったわけでもなく、むしろ面白い作品が作れた」とのことで、本作の制作を通じて「ここら辺で面白い曲を入れて、ここらでこの曲を入れれば、アルバムとしても成り立って、しかも面白いものになるということが分かった」と語っている。
オリコンチャートでは前作を上回る最高2位を獲得。ポルノグラフィティのアルバム作品では現時点で初動・累計共に最高の売上を記録しており、アルバムでは初となるミリオンセラーとなった。
2001年3月30日から6月3日にかけて、本作を引っ提げたホールツアー『3rdライヴサーキット "ジャパンツアー"』を開催した。

## 収録曲
| 全編曲: ak.homma。 |                                  |           |           |       |
| #                  | タイトル                         | 作詞      | 作曲      | 時間  |
| 1.                 | 「INNERVISIONS」                 | アキヒト  | ak.homma  | 4:35  |
| 2.                 | 「グァバジュース」               | ハルイチ  | シラタマ  | 4:22  |
| 3.                 | 「サウダージ "D" tour style」    | ハルイチ  | ak.homma  | 4:26  |
| 4.                 | 「愛なき･･･」                    | アキヒト  | アキヒト  | 5:17  |
| 5.                 | 「オレ、天使」                   | ハルイチ  | シラタマ  | 3:58  |
| 6.                 | 「サボテン」                     | ハルイチ  | シラタマ  | 4:54  |
| 7.                 | 「Name is man 〜君の味方〜」     | ハルイチ  | ハルイチ  | 4:58  |
| 8.                 | 「デッサン#2 春光」              | ハルイチ  | ハルイチ  | 5:21  |
| 9.                 | 「ミュージック・アワー Ver.164」 | ハルイチ  | ak.homma  | 4:39  |
| 10.                | 「空想科学少年」                 | ハルイチ  | ハルイチ  | 4:58  |
| 11.                | 「Report 21」                    | アキヒト  | アキヒト  | 3:44  |
| 12.                | 「夜明けまえには」               | アキヒト  | シラタマ  | 4:40  |
| 合計時間:          | 合計時間:                        | 合計時間: | 合計時間: | 55:52 |

## 楽曲解説
1. 「INNERVISIONS」
  - 「アルバムのオープニングナンバー」を狙ってアレンジされた楽曲で[4]、その狙い通り1曲目に収録された。
  - Aメロはラップになっている。岡野はこのラップ部分について「ラップというものに挑戦したかったというよりも、言葉を羅列する楽しさというか、早口言葉を楽しむというか、そういうものにしたかった」と語っている[4]。
2. 「グァバジュース」
  - アミューズ・SMEと契約を結び、大阪から東京へ活動拠点を移した直後の1997年10月頃から1998年上旬の間に制作された楽曲[3]。
  - デビューを目前に控えた1999年5月頃にはデモテープ作りのために一度ボーカル録りを行ったが、その場所はTamaが住んでいるアパートのこたつの中であった[3][4]。
  - タイトル通り、歌詞中には「甘い甘いグァバジュース」が登場している。この歌詞は制作当初のままで、新藤曰く「（賢くなった）今の自分では書けない傑作」[3][4]。前作『ロマンチスト・エゴイスト』やカップリングの選曲ミーティングの度に「傑作なんだけどなぁ...」とプッシュし続け、ようやく本作に収録された[4]。
3. 「サウダージ "D" tour style」
  - 4thシングル。
  - アルバムバージョンでの収録となっており、ライヴではこのバージョンで披露されることが多い[注釈 1]。
4. 「愛なき…」
  - 2000年の年末に制作された楽曲。
  - 詞曲を手掛けた岡野曰く「ダークサイドな曲」[5]で、『ミュージックステーション スーパーライブ2000』の控室（舞浜のホテル）の薄い白いカーテンを見ている際に浮かんだ「白く霞みがかったイメージ」から着想して歌詞を書き上げたという。
5. 「オレ、天使」
  - 作曲を手掛けたTamaが「この曲は僕の美学です」と語る楽曲[4]。
  - 本作リリース直後に出演した『ミュージックステーション』で披露され[注釈 2][6]、ベストアルバム『PORNO GRAFFITTI BEST BLUE'S』にも収録された。
  - 歌詞中の「アイルランドあたりのロックバンド」とはU2のことを示している。イントロとアウトロの台詞は岡野によるもので、ライヴではこの箇所にアレンジが施されることが多い[注釈 3]。
  - 2001年から2002年にかけて開催された『4thライヴサーキット "Cupid（is painted blind）"』では、本楽曲をベースに制作された別曲「オレ、Cupid」が披露された。
6. 「サボテン」
  - 5thシングル。
  - 本作収録のシングル曲では唯一シングルバージョンでの収録となっているが、シングルバージョンからミックスが少々変更されている[4]。
7. 「Name is man 〜君の味方〜」
  - トラック2「グァバジュース」よりも前に制作された楽曲で[1]、仮タイトルは「ねじまき鳥」[4]。
  - 本作への収録にあたり新たに歌詞が書き加えられ、タイトルも変更された[1][4]。
8. 「デッサン#2 春光」
  - 新藤が自身の父親の死をテーマに書き上げた楽曲[1]。
  - 前作の「デッサン#1」から続く「デッサン」シリーズは、アルバムごとに作られるのではなく、事実を基にしているので、「デッサン」となるだけの事実がなければ制作されない[要出典]。次作では制作されず、次々作の「デッサン#3」を最後に制作が途絶えているのもこのためである。
  - 「春光」とは新藤の父親の名前と、春の光をかけたもの。「デッサン」シリーズで唯一サブタイトルがあるのは、Tamaが「人の命は何よりも重い」と言ったためだという[要出典]。
9. 「ミュージック・アワー Ver.164」
  - 3rdシングル。
  - アルバムバージョンでの収録となっており、ライヴではこのバージョンで披露されることが多い[注釈 4]。
10. 「空想科学少年」
  - 2000年11月に発売されたYAMAHAのモバイルシーケンサー「QY100」によって制作された[9][10]。新藤曰く「誕生日プレゼントくれよと、タマと岡野くんに無理やりねだって買ってもらった気がする[9]」。
  - ライヴのために制作された楽曲で[4]、2000年代のライヴ定番曲であった。
11. 「Report 21」
  - ライヴのことを考え、シンプルなロック・ナンバーがやりたいという思いから制作された楽曲[1]。
  - 本作では唯一打ち込みが使われていない。これはライヴ感を意識したもので、当時のサポートメンバーである小畑"PUMP"隆彦とジャッキー池田が演奏に参加している。
12. 「夜明けまえには」
  - クレジットに明確な記載はないが、本間昭光がピアノで演奏に参加している[4]。

## Additional Musicians
- Synthesist：飯田高広
- Acoustic Guitar：林部直樹（#3,#9）
- Strings：NAOTO Strings（#3,#7,#8）
- Percussion：三沢またろう（#3）
- Chorus：障子久美（#9）, DJ Nowdig（#9）
- Drums：小畑"PUMP"隆彦（#11）
- Hammond Organ：ジャッキー池田（#11）
- All Other Instruments: 本間昭光
- E.Guitar Sound Designer：遠藤太郎

## 収録作品
| タイトル | タイトル                 | 収録作品 |
| -------- | ------------------------ | --- |
| 1        | INNERVISIONS             | - 作品未収録 |
| 2        | グァバジュース           | - 作品未収録 |
| 3        | サウダージ               | →「 サウダージ (曲)#収録作品 」を参照 |
| 4        | 愛なき…                  | - ライヴ映像 - ライヴ映像作品『横浜ロマンスポルノ'06 〜キャッチ ザ ハネウマ〜 IN YOKOHAMA STADIUM』 |
| 5        | オレ、天使               | - アルバム - ベストアルバム『PORNO GRAFFITTI BEST BLUE'S』 - ライヴ映像 - ライヴ映像作品『"OPEN MUSIC CABINET" LIVE IN SAITAMA SUPER ARENA 2007』 - ライヴ映像作品『幕張ロマンスポルノ'11 〜DAYS OF WONDER〜』 - ライヴ映像作品『13thライヴサーキット "ラヴ・E・メール・フロム・1999" Live in MARINE MESSE FUKUOKA』 - ライヴ映像作品『16thライヴサーキット "UNFADED" Live in YOKOHAMA ARENA 2019』 - ライヴ映像作品『ポルノグラフィティ20th Anniversary Special Live Box』 |
| 6        | サボテン                 | →「 サボテン (ポルノグラフィティの曲)#収録作品 」を参照 |
| 7        | Name is man 〜君の味方〜 | - 作品未収録 |
| 8        | デッサン#2 春光          | - 作品未収録 |
| 9        | ミュージック・アワー     | →「 ミュージック・アワー#収録作品 」を参照 |
| 10       | 空想科学少年             | - ライヴ映像 - ライヴ映像作品『"BITTER SWEET MUSIC BIZ" LIVE IN BUDOKAN 2002』 - ライヴ映像作品『横浜ロマンスポルノ'06 〜キャッチ ザ ハネウマ〜 IN YOKOHAMA STADIUM』 - ライヴ映像作品『"ロイヤル ストレート フラッシュ" LIVE IN YOYOGI DAIICHI TAIIKUKAN 2009』 - ライヴ映像作品『つま恋ロマンスポルノ'11 〜ポルノ丸〜』 |
| 11       | Report 21                | - ライヴ映像 - ライヴ映像作品『"BITTER SWEET MUSIC BIZ" LIVE IN BUDOKAN 2002』 - ライヴ映像作品『横浜・淡路ロマンスポルノ'08 〜10イヤーズ ギフト〜 LIVE IN AWAJISHIMA』 |
| 12       | 夜明けまえには           | - 作品未収録 |